# 117439 Rosner
117439 Rosner è un asteroide della fascia principale. Scoperto nel 2005, presenta un'orbita caratterizzata da un semiasse maggiore pari a 2,5848016 UA e da un'eccentricità di 0,1176644, inclinata di 2,42016° rispetto all'eclittica.